# Sartell
Sartell és una població dels Estats Units a l'estat de Minnesota. Segons el cens del 2000 tenia 9.641 habitants.

## Demografia
Segons el cens del 2000, Sartell tenia 9.641 habitants, 3.443 habitatges, i 2.513 famílies. La densitat de població era de 630,9 habitants per km².
Dels 3.443 habitatges en un 46,4% hi vivien nens de menys de 18 anys, en un 60,6% hi vivien parelles casades, en un 9,1% dones solteres, i en un 27% no eren unitats familiars. En el 20,4% dels habitatges hi vivien persones soles el 8% de les quals corresponia a persones de 65 anys o més que vivien soles. El nombre mitjà de persones vivint en cada habitatge era de 2,75 i el nombre mitjà de persones que vivien en cada família era de 3,23.
Per edats la població es repartia de la següent manera: un 32% tenia menys de 18 anys, un 8,4% entre 18 i 24, un 35,5% entre 25 i 44, un 15,5% de 45 a 60 i un 8,7% 65 anys o més.
L'edat mediana era de 31 anys. Per cada 100 dones de 18 o més anys hi havia 91,3 homes.
La renda mediana per habitatge era de 52.531$ i la renda mediana per família de 61.056$. Els homes tenien una renda mediana de 39.834$ mentre que les dones 27.476$. La renda per capita de la població era de 22.667$. Entorn del 3% de les famílies i el 4% de la població estaven per davall del llindar de pobresa.

## Poblacions més properes
El següent diagrama mostra les poblacions més properes.